# Rejet (botanique)
Pour les articles homonymes, voir rejet.

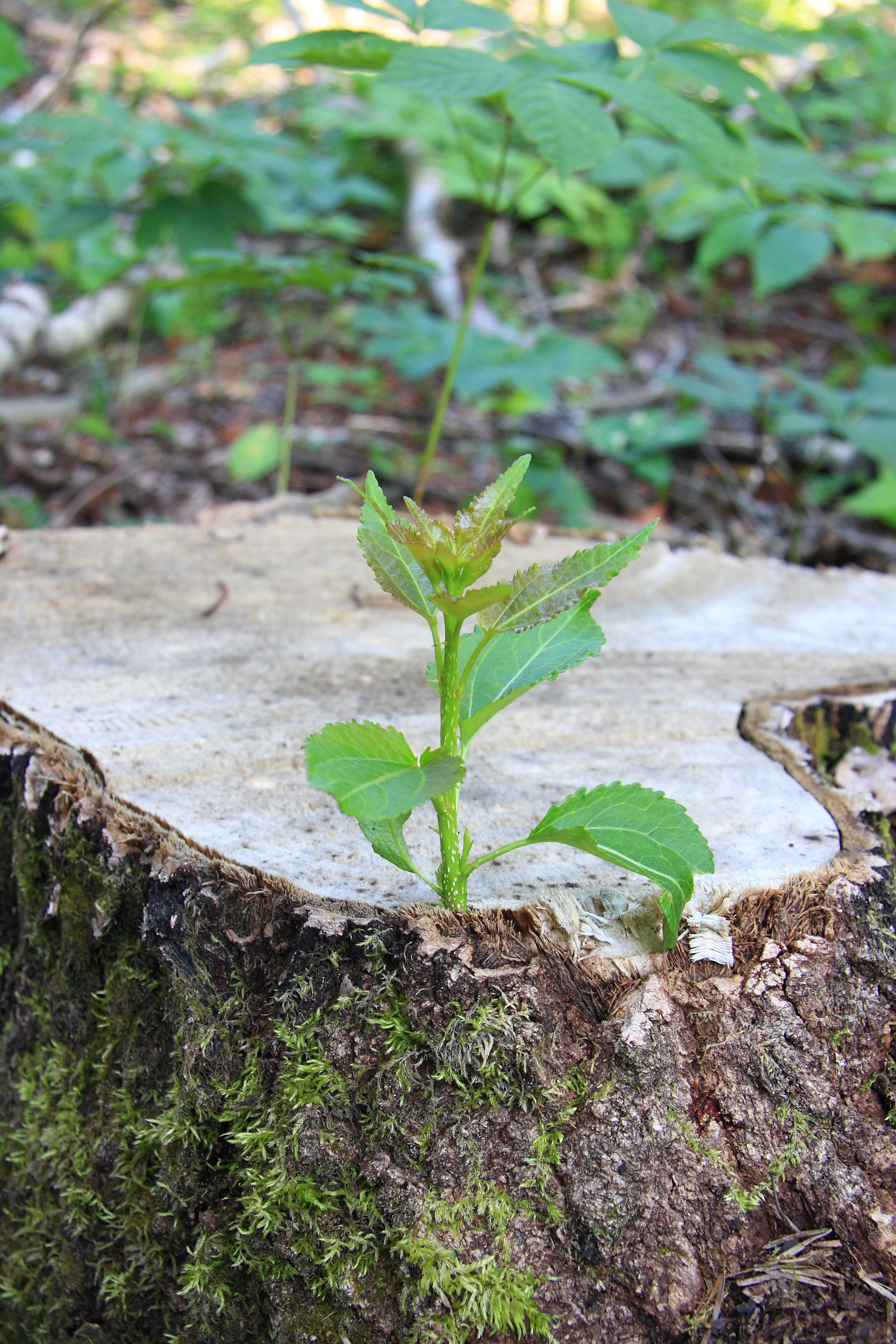
Rejet de souche de peuplier à la suite d'une coupe. Il apparaît toujours en périphérie, région de l'arbre où persistent les seules parties vivantes (aubier qui assure la conduction de la sève brute, cambiums qui mettent en place de nouveaux tissus, et liber qui assure la conduction de la sève élaborée.

Au sens botanique, un rejet (tout nouveau « jet », terme ancien signifiant « pousse ») est une nouvelle pousse feuillée apparaissant sur une plante ligneuse à la suite d'une cassure naturelle ou d'une coupe d'origine anthropique. 
Moyen de défense, il peut être naturel sur les plantes à port arbustif (développement à la suite d'une cassure chez le troène, le buis) ou consécutif à un traumatisme d'origine anthropique (à la suite d'un recépage, un étêtage, une taille ou un élagage, donnant naissance typiquement au « rejet de souche »). L'arbre présente alors un déséquilibre entre sa masse racinaire et sa masse aérienne qu'il compense en émettant les rejets nécessaires au retour à l'équilibre.
Les rejets sont issus de bourgeons proventifs (rameaux épicormiques se développant en position habituelle à l'aisselle d'une feuille, après un temps de latence) ou bourgeons adventifs (se développant en circonstance et position inhabituelles). Ils se développent à proximité d'une coupe ou d'une cassure, ce qui les différencie des gourmands qui se développent partout ailleurs.

## Types de rejets
Trois types de réponse existent, selon la cassure et la taille de l'arbre : les rejets de souche, les rejets de houppier, et les rejets de souche et de houppier (chez les arbres plus âgés, les rejets du houppier exercent une dominance qui inhibe le développement des rejets de souche).
Le tire-sève est un rejet conservé à proximité immédiate d'une coupe pour favoriser la cicatrisation, réduire l'apparition d'autres rejets (typiquement en affaiblissant la capacité de la souche à rejeter) et la formation d'un chicot adhérent à l'arbre sur pied.

## Exemples
Certaines espèces d'arbres coupées par l'homme ou par un castor peuvent recéper et les boutures naturelles (à partir de branches cassées par exemple) peuvent être emportées par le courant puis s'enraciner loin en aval. Des îles flottantes de tourbe et roseaux plantées de jeunes arbres (dites « levis ») existent et peuvent dériver sur des lacs ou cours d'eau.
Il ne s'agit donc pas d'une ramification ni d'un gourmand.
Exemple frappant d'une plante produisant de nombreux rejets : le bananier.
Chez les arbres feuillus, on utilise le phénomène de rejets pour le régime de taillis et l'émondage.
Dans certaines conditions, un rejet est une plante fille naissant d'une plante mère par multiplication asexuée consistant dans le développement d'un méristème, dans des conditions telles qu'elle peut développer des racines. On parle alors de marcottage ou formation de marcotte.